# Vaginite aeróbica
A vaginite aeróbica (VA) é uma forma de vaginite descrita por Donders et al. em 2002. Caracteriza-se por uma perturbação mais ou menos severa da população lactobacilar e pela presença de inflamação, atrofia e pela presença de flora predominantemente aeróbica (bactérias entéricas, comensais ou patogénicas).
Pode ser considerada o equivalente aeróbico da vaginose bacteriana. A falha em estabelecer o diagnóstico diferencial entre as duas entidades pode ter levado a resultados e conclusões incorrectas em estudos realizados no passado. A entidade descrita como "vaginite descamativa inflamatória" mais não será do que uma forma grave de vaginite aeróbica.

## Sinais e sintomas
As mulheres com vaginite aeróbica, habitualmente, apresentam enantema, atrofia, erosões e ulcerações da mucosa vaginal. Podem ter um corrimento amarelado, abundante, contudo, sem o cheiro "a peixe", típico da vaginose bacteriana. O pH habitualmente encontra-se elevado. Os sintomas podem incluir ardor, picadas e dispareunia -  podem estar presentes desde há muito tempo, por vezes anos. É comum que estas mulheres tenham uma história de vários tratamentos com antibióticos e antibióticos, sem alívio da sintomatologia. Existem casos de vaginite aeróbica assintomática - mulheres apenas com critérios microscópicos; a sua proporção é desconhecida. 

## Diagnóstico
O diagnóstico é realizado por critérios microscópicos. Idealmente, deve ser utilizado um microscópio com contraste de fase, com uma ampliação de 400x (campo de grande aumento - CGA). Para cálculo do índice de pontuação ("AV score"), para além do número relativo de leucócitos,  da proporção de leucócitos tóxicos, da flora de fundo e da proporção de epiteliócitos,  o grau lactobacilar tem que ser avaliado:
Grau I
numerosos lactobacilos pleomórficos; sem presença de outras bactérias
Grau IIa
flora mista, mas com predomínio de lactobacilos
Grau IIb
flora mista, mas a proporção de lactobacilos está severamente diminuída, com predomínio de outras bactérias
Grau III
lactobacilos muito raros ou ausentes, com sobrecrescimento de outras bactérias
| "AV score" | Grau lactobacilar | Número de leucócitos            | Proporção de leucócitos tóxicos | Flora de fundo              | Proporção de epiteliócitos parabasais |
| ---------- | ----------------- | ------------------------------- | ------------------------------- | --------------------------- | ------------------------------------- |
| 0          | I e IIa           | <10/CGA                         | Ausentes ou esporádicos         | Muito escassa ou citólise   | Ausentes ou <1%                       |
| 1          | IIb               | >10/CGA e; <10/célula epitelial | <50% dos leucócitos             | Pequenos bacilos coliformes | ≤10%                                  |
| 2          | III               | >10/célula epitelial            | >50% dos leucócitos             | Cocos ou cadeias            | >10%                                  |

O "AV score" é calculado de acordo com o descrito na tabela.
- "AV score" <3: ausência de AV
- "AV score" 3 ou 4: AV ligeira
- "AV score" 5 ou 6:  AV moderada
- "AV score" ≥6: AV severa.

A medição isolada do pH não é suficiente para realização do diagnóstico.

## Complicações
A vaginite aeróbica tem sido associada a diversas complicações ginecológicas e obstétricas, incluindo:
- Ruptura prematura de membranas
- Trabalho de parto pré-termo
- Corioamnionite ascendente[8]
- Risco aumentado de contrair infecções de transmissão sexual (incluindo VIH)[9]
- Anomalias no teste de Papanicolau[10][11]

## Tratamento
O tratamento nem sempre é fácil; tem por objectivo corrigir as três grandes alterações encontradas na vaginite aeróbica: a presença de atrofia, a inflamação e as alterações da flora. Para tal, recorre-se aos corticóides tópicos para diminuição da inflamação e estrogénios tópicos para reduzir a atrofia. O uso e escolha de antibióticos para diminuição da quantidade/proporção de bactérias aeróbias é ainda um assunto em debate. O uso de antibióticos locais, preferencialmente não absorvíveis e com cobertura para bactérias aeróbicas intestinais gram positivas e gram negativas pode ser uma boa opção. Nalguns casos serão necessários antibióticos sistémicos, como a amoxicilina+ácido clavulânico e a moxifloxacina. Lavagens vaginais com iodopovidona podem permitir um breve alívio dos sintomas; a longo prazo o efeito é diminuto e sem grande impacto na flora aeróbica. O cloreto de dequalínio pode ser uma boa opção de tratamento.

## Epidemiologia
Cerca de 5 a 10% das mulheres têm vaginite aeróbica. Em mulheres grávidas, a prevalência situa-se entre os 8,3–10,8%.

Considerando apenas mulheres sintomáticas, a prevalência pode chegar aos 23%.